# العلاقات البالاوية التونسية
العلاقات البالاوية التونسية هي العلاقات الثنائية التي تجمع بين بالاو وتونس.

## مقارنة بين البلدين
هذه مقارنة عامة ومرجعية للدولتين:
| وجه المقارنة                                              | بالاو                         | تونس                                       |
| --------------------------------------------------------- | ----------------------------- | ------------------------------------------ |
| المساحة (كم2)                                             | 465                           | 163.61 ألف                                 |
| عدد السكان (نسمة)                                         | 21.73 ألف                     | 11.53 مليون                                |
| الكثافة السكانية (ن./كم²)                                 | 4.67 ألف                      | 70.47                                      |
| العاصمة                                                   | نغيرولمود، كورور              | تونس                                       |
| اللغة الرسمية                                             | لغة إنجليزية، اللغة البالاوية | اللغة العربية                              |
| العملة                                                    | دولار أمريكي                  | دينار تونسي                                |
| الناتج المحلي الإجمالي (بليون دولار)                      | 291.54 مليون                  | 40.26 مليار                                |
| الناتج المحلي الإجمالي (تعادل القوة الشرائية) بليون دولار | 326.12 مليون                  | 129.05 مليار                               |
| الناتج المحلي الإجمالي الاسمي للفرد دولار أمريكي          | 13.50 ألف                     | 3.87 ألف                                   |
| الناتج المحلي الإجمالي للفرد دولار أمريكي                 | 14.76 ألف                     | 11.44 ألف                                  |
| مؤشر التنمية البشرية                                      | 0.780                         | 0.721                                      |
| رمز المكالمات الدولي                                      | +680                          | +216                                       |
| رمز الإنترنت                                              | .pw                           | .tn                                        |
| المنطقة الزمنية                                           | ت ع م+09:00                   | ت ع م+01:00، توقيت وسط أوروبا، ت ع م+02:00 |

## منظمات دولية مشتركة
يشترك البلدان في عضوية مجموعة من المنظمات الدولية، منها:
| علم المنظمة | اسم المنظمة                        | تاريخ انضمام بالاو | تاريخ انضمام تونس |
| ----------- | ---------------------------------- | ------------------ | ----------------- |
|             | مؤسسة التنمية الدولية              | 16 ديسمبر 1997     | 30 ديسمبر 1960    |
|             | الأمم المتحدة                      | 15 ديسمبر 1994     | 12 نوفمبر 1956    |
|             | منظمة حظر الأسلحة الكيميائية       | ?                  | ?                 |
|             | مؤسسة التمويل الدولية              | 16 ديسمبر 1997     | 25 يوليو 1962     |
|             | وكالة ضمان الاستثمار متعدد الأطراف | 16 ديسمبر 1997     | 7 يونيو 1988      |
|             | يونسكو                             | 20 سبتمبر 1999     | 8 نوفمبر 1956     |
|             | البنك الدولي للإنشاء والتعمير      | 16 ديسمبر 1997     | 14 أبريل 1958     |

## وصلات خارجية
- موقع وزارة الخارجية التونسية